# 瓦利 (北歐神話)

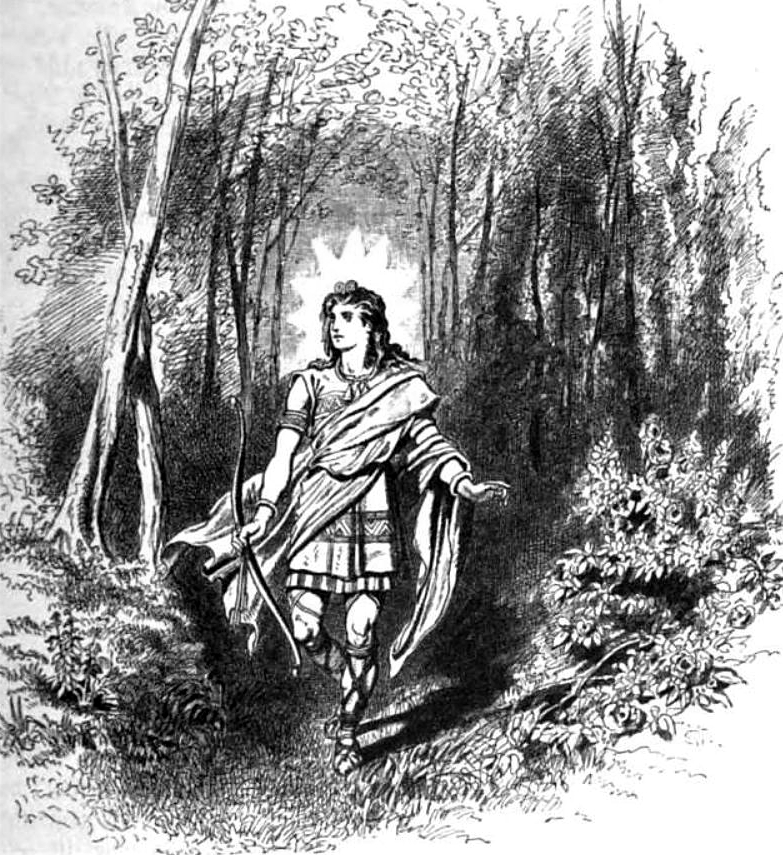
瓦利

瓦利（Vali，Váli），他是奧丁和琳達所生的孩子，是自然之神，出生的目的是為了報光明神巴德爾被殺之仇。
奧丁由預言中得知，巴德爾難逃被孿生兄弟霍德爾誤殺的命運。奧丁又繼續追查其它預言（一說是由赫爾莫德受命去查出來的），得知如果和女巨人琳達生下的孩子，將可報巴德爾被殺之仇。於是奧丁用計強迫了琳達，與她發生關係後，琳達懷孕生下了瓦利。他出生第一天就長大成人，尚未清洗也沒梳頭，就拿了弓箭殺死了霍德爾。北歐人忌諱同族相殘，才出生一天的瓦利，尚未梳洗，此時的瓦利可以算是奧丁的家人也可不算，所以可以殺死同樣是奧丁之子的霍德爾。在諸神的黃昏之後，世界重生，他將會是倖存的神。
在神話中，還有另一個也叫瓦利的角色，他是洛基和西格恩女神的孩子，巴德爾之死的罪魁禍首其實是洛基，所以奧丁將他的孩子瓦利變成狼，讓他咬死了他的兄弟納爾弗，用納爾弗的腸子捆綁洛基，讓洛基接受處罰直到諸神的黃昏到來。